# Bătălia de la Oltenița
Bătălia de la Oltenița a avut loc pe 4 noiembrie 1853, în timpul Războiulului Crimeii. Părțile combatante pe de-o parte au fost, armata rusă, iar pe de alta armata otomană condusă de Omar Pașa. Bătălia s-a încheiat cu victorie otomană. Armata rusă s-a retras cu pierderi însemnate. Trupele turcești au traversat pe malul stâng al Dunării, distrugând fortificațiile inamicului.